# Liga Światowa w Piłce Siatkowej 2007
18. edycja Ligi Światowej 2007 rozpoczęła się 25 maja 2007 roku. W fazie eliminacyjnej uczestniczyło 16 drużyn podzielonych na cztery grupy. Turniej finałowy po raz drugi odbył się w Katowicach (pierwotnie gospodarzem miał być Rzym). Reguły dotyczące finału były takie same jak rok wcześniej. Po raz pierwszy jako samodzielne państwo wystąpiła reprezentacja Serbii.
W tym sezonie zmieniono logo tejże imprezy.
Do rozegranego w Spodku finału LŚ weszły reprezentacje: Polski, Brazylii, USA, Rosji, Bułgarii i Francji (ta ostatnia dzięki dzikiej karcie).
W finale 15 lipca 2007 reprezentacja Brazylii pokonała (3:1) Rosję. W meczu o 3. miejsce, reprezentacja Polski uległa USA (1:3).

## Uczestnicy
| Grupa A                                    | Grupa B                                  | Grupa C                 | Grupa D                         |
| ------------------------------------------ | ---------------------------------------- | ----------------------- | ------------------------------- |
| Brazylia Kanada Finlandia Korea Południowa | Japonia Włochy Stany Zjednoczone Francja | Kuba Egipt Serbia Rosja | Polska Chiny Argentyna Bułgaria |

## Faza interkontynentalna
Wszystkie godziny według czasu lokalnego.

### Grupa A
Tabela
| Lp. | Drużyna          | Pkt | Mecze | Mecze | Mecze | Małe punkty | Małe punkty | Małe punkty | Sety | Sety | Sety  |
| Lp. | Drużyna          | Pkt | M     | W     | P     | zdob.       | str.        | ratio       | wyg. | prz. | ratio |
| --- | ---------------- | --- | ----- | ----- | ----- | ----------- | ----------- | ----------- | ---- | ---- | ----- |
| 1   | Brazylia         | 24  | 12    | 12    | 0     | 1008        | 826         | 1.220       | 36   | 5    | 7.200 |
| 2   | Finlandia        | 19  | 12    | 7     | 5     | 1043        | 1025        | 1.018       | 24   | 22   | 1.091 |
| 3   | Korea Południowa | 15  | 12    | 3     | 9     | 962         | 1065        | 0.903       | 17   | 28   | 0.607 |
| 4   | Kanada           | 14  | 12    | 2     | 10    | 913         | 1010        | 0.904       | 10   | 32   | 0.313 |

Źródło: FIVB (ang.)
Zasady ustalania kolejności: 1. liczba zdobytych punktów; 2. wyższy stosunek małych punktów; 3. wyższy stosunek setów.
Punktacja: zwycięstwo – 2 pkt; porażka – 1 pkt
     Awans do turnieju finałowego
Wyniki spotkań
| 1. KOLEJKA |
| ---------- |

Miejsce spotkań: John Labatt Centre, London / Yu Gwan-soon Gymnasium, Cheonan
| Data       | Godz. | Drużyna 1        | Wynik | Drużyna 2 | 1     | 2     | 3     | 4     | 5     | Razem   | Czas | Widzów | *      |
| ---------- | ----- | ---------------- | ----- | --------- | ----- | ----- | ----- | ----- | ----- | ------- | ---- | ------ | ------ |
| 25.05.2007 | 19:30 | Kanada           | 3:1   | Finlandia | 18:25 | 25:20 | 28:26 | 25:18 |       | 96:89   | 1:56 | 3720   | raport |
| 26.05.2007 | 14:00 | Kanada           | 1:3   | Finlandia | 25:19 | 22:25 | 24:26 | 19:25 |       | 90:95   | 1:59 | 4000   | raport |
| 25.05.2007 | 14:00 | Korea Południowa | 0:3   | Brazylia  | 17:25 | 23:25 | 26:28 |       |       | 66:78   | 1:20 | 2250   | raport |
| 27.05.2007 | 14:00 | Korea Południowa | 2:3   | Brazylia  | 25:23 | 19:25 | 29:27 | 23:25 | 15:17 | 111:117 | 2:31 | 3150   | raport |

| 2. KOLEJKA |
| ---------- |

Miejsce spotkań: Ginásio Aecim Tocantins, Cuiabá / Jeonju Gymnasium, Jeonju
| Data       | Godz. | Drużyna 1        | Wynik | Drużyna 2 | 1     | 2     | 3     | 4     | 5 | Razem | Czas | Widzów | *      |
| ---------- | ----- | ---------------- | ----- | --------- | ----- | ----- | ----- | ----- | - | ----- | ---- | ------ | ------ |
| 01.06.2007 | 9:00  | Brazylia         | 3:1   | Finlandia | 25:17 | 25:14 | 20:25 | 25:19 |   | 95:75 | 1:43 | 10500  | raport |
| 02.06.2007 | 9:00  | Brazylia         | 3:0   | Finlandia | 25:15 | 25:19 | 25:20 |       |   | 75:54 | 1:13 | 11000  | raport |
| 02.06.2007 | 14:00 | Korea Południowa | 3:1   | Kanada    | 26:24 | 26:24 | 20:25 | 25:23 |   | 97:96 | 1:51 | 5000   | raport |
| 03.06.2007 | 14:00 | Korea Południowa | 3:0   | Kanada    | 25:19 | 25:23 | 25:19 |       |   | 75:61 | 1:19 | 5000   | raport |

| 3. KOLEJKA |
| ---------- |

Miejsce spotkań: Ginásio do Ibirapuera, São Paulo / Isku Areena, Lahti
| Data       | Godz. | Drużyna 1 | Wynik | Drużyna 2        | 1     | 2     | 3     | 4     | 5 | Razem  | Czas | Widzów | *      |
| ---------- | ----- | --------- | ----- | ---------------- | ----- | ----- | ----- | ----- | - | ------ | ---- | ------ | ------ |
| 08.08.2007 | 10:00 | Brazylia  | 3:0   | Korea Południowa | 25:19 | 25:16 | 25:15 |       |   | 75:50  | 1:13 | 10789  | raport |
| 09.08.2007 | 10:00 | Brazylia  | 3:0   | Korea Południowa | 25:22 | 25:19 | 25:14 |       |   | 75:55  | 1:17 | 10789  | raport |
| 08.08.2007 | 18:30 | Finlandia | 3:0   | Kanada           | 25:23 | 25:15 | 25:18 |       |   | 75:56  | 1:19 | 5000   | raport |
| 09.08.2007 | 18:30 | Finlandia | 3:1   | Kanada           | 26:24 | 24:26 | 25:18 | 25:23 |   | 100:91 | 1:55 | 5300   | raport |

| 4. KOLEJKA |
| ---------- |

Miejsce spotkań: Mineirinho, Belo Horizonte / Turkuhalli, Turku
| Data       | Godz. | Drużyna 1 | Wynik | Drużyna 2        | 1     | 2     | 3     | 4     | 5 | Razem | Czas | Widzów | *      |
| ---------- | ----- | --------- | ----- | ---------------- | ----- | ----- | ----- | ----- | - | ----- | ---- | ------ | ------ |
| 15.06.2007 | 10:00 | Brazylia  | 3:0   | Kanada           | 25:21 | 25:20 | 25:13 |       |   | 75:54 | 1:14 | 13120  | raport |
| 16.06.2007 | 10:00 | Brazylia  | 3:1   | Kanada           | 25:14 | 20:25 | 25:22 | 25:18 |   | 95:79 | 1:45 | 17628  | raport |
| 15.06.2007 | 18:30 | Finlandia | 3:1   | Korea Południowa | 25:22 | 26:24 | 22:25 | 25:19 |   | 98:90 | 2:02 | 2125   | raport |
| 16.06.2007 | 18:30 | Finlandia | 3:1   | Korea Południowa | 22:25 | 25:19 | 25:22 | 25:17 |   | 97:83 | 1:42 | 1870   | raport |

| 5. KOLEJKA |
| ---------- |

Miejsce spotkań: Yangsan Gymnasium, Yangsan / Hershey Centre, Mississauga
| Data       | Godz. | Drużyna 1        | Wynik | Drużyna 2 | 1     | 2     | 3     | 4     | 5     | Razem   | Czas | Widzów | *      |
| ---------- | ----- | ---------------- | ----- | --------- | ----- | ----- | ----- | ----- | ----- | ------- | ---- | ------ | ------ |
| 23.06.2007 | 14:00 | Korea Południowa | 1:3   | Finlandia | 16:25 | 19:25 | 26:24 | 14:25 |       | 75:99   | 1:35 | 5400   | raport |
| 24.06.2007 | 14:00 | Korea Południowa | 2:3   | Finlandia | 25:21 | 20:25 | 25:22 | 19:25 | 12:15 | 101:108 | 1:58 | 5100   | raport |
| 22.06.2007 | 19:30 | Kanada           | 0:3   | Brazylia  | 18:25 | 23:25 | 21:25 |       |       | 62:75   | 1:33 | 5206   | raport |
| 23.06.2007 | 14:00 | Kanada           | 0:3   | Brazylia  | 23:25 | 22:25 | 22:25 |       |       | 67:75   | 1:36 | 5353   | raport |

| 6. KOLEJKA |
| ---------- |

Miejsce spotkań: LänsiAuto Areena, Espoo / MTS Place, Winnipeg
| Data       | Godz. | Drużyna 1 | Wynik | Drużyna 2        | 1     | 2     | 3     | 4     | 5 | Razem | Czas | Widzów | *      |
| ---------- | ----- | --------- | ----- | ---------------- | ----- | ----- | ----- | ----- | - | ----- | ---- | ------ | ------ |
| 29.06.2007 | 18:30 | Finlandia | 0:3   | Brazylia         | 21:25 | 22:25 | 23:25 |       |   | 66:75 | 1:16 | 4695   | raport |
| 30.06.2007 | 18:30 | Finlandia | 1:3   | Brazylia         | 20:25 | 25:23 | 21:25 | 21:25 |   | 87:98 | 1:47 | 3720   | raport |
| 29.06.2007 | 19:30 | Kanada    | 3:1   | Korea Południowa | 25:19 | 21:25 | 25:21 | 25:19 |   | 96:84 | 1:51 | 3239   | raport |
| 30.06.2007 | 14:30 | Kanada    | 0:3   | Korea Południowa | 20:25 | 22:25 | 23:25 |       |   | 65:75 | 1:23 | 2931   | raport |

### Grupa B
Tabela 
| Lp. | Drużyna           | Pkt | Mecze | Mecze | Mecze | Małe punkty | Małe punkty | Małe punkty | Sety | Sety | Sety  |
| Lp. | Drużyna           | Pkt | M     | W     | P     | zdob.       | str.        | ratio       | wyg. | prz. | ratio |
| --- | ----------------- | --- | ----- | ----- | ----- | ----------- | ----------- | ----------- | ---- | ---- | ----- |
| 1   | Stany Zjednoczone | 22  | 12    | 10    | 2     | 1110        | 1003        | 1.107       | 33   | 12   | 2.750 |
| 2   | Francja           | 19  | 12    | 7     | 5     | 1156        | 1125        | 1.028       | 28   | 23   | 1.217 |
| 3   | Włochy            | 16  | 12    | 4     | 8     | 1097        | 1152        | 0.952       | 19   | 30   | 0.633 |
| 4   | Japonia           | 15  | 12    | 3     | 9     | 1048        | 1131        | 0.927       | 17   | 32   | 0.531 |

Źródło: FIVB (ang.)
Zasady ustalania kolejności: 1. liczba zdobytych punktów; 2. wyższy stosunek małych punktów; 3. wyższy stosunek setów.
Punktacja: zwycięstwo – 2 pkt; porażka – 1 pkt
     Awans do turnieju finałowego
     Dzika karta na grę w turnieju finałowym
Wyniki spotkań
| 1. KOLEJKA |
| ---------- |

Miejsce spotkań: Chiles Center, Portland / PalaBam, Mantua (6 lipca), PalaCandy, Monza (7 lipca)
| Data       | Godz. | Drużyna 1         | Wynik | Drużyna 2 | 1     | 2     | 3     | 4     | 5     | Razem   | Czas | Widzów | *      |
| ---------- | ----- | ----------------- | ----- | --------- | ----- | ----- | ----- | ----- | ----- | ------- | ---- | ------ | ------ |
| 26.05.2007 | 19:00 | Stany Zjednoczone | 2:3   | Francja   | 25:13 | 19:25 | 17:25 | 26:24 | 13:15 | 100:102 | 2:00 | 2350   | raport |
| 27.05.2007 | 17:00 | Stany Zjednoczone | 3:1   | Francja   | 25:22 | 25:22 | 22:25 | 25:20 |       | 97:89   | 1:43 | 1640   | raport |
| 06.07.2007 | 20:00 | Włochy            | 2:3   | Japonia   | 21:25 | 21:25 | 25:19 | 25:23 | 11:15 | 103:107 | 2:00 | 4150   | raport |
| 08.07.2007 | 18:00 | Włochy            | 3:1   | Japonia   | 25:21 | 27:25 | 22:25 | 25:18 |       | 99:89   | 1:54 | 3900   | raport |

| 2. KOLEJKA |
| ---------- |

Miejsce spotkań: Resch Center, Ashwaubenon / Nelson Mandela Forum, Florencja (1 czerwca), PalaAlgida, Livorno (3 czerwca)
| Data       | Godz. | Drużyna 1         | Wynik | Drużyna 2 | 1     | 2     | 3     | 4     | 5     | Razem   | Czas | Widzów | *      |
| ---------- | ----- | ----------------- | ----- | --------- | ----- | ----- | ----- | ----- | ----- | ------- | ---- | ------ | ------ |
| 01.06.2007 | 19:00 | Stany Zjednoczone | 3:1   | Japonia   | 25:17 | 23:25 | 27:25 | 25:19 |       | 100:86  | 1:52 | 1885   | raport |
| 02.06.2007 | 19:00 | Stany Zjednoczone | 3:1   | Japonia   | 20:25 | 25:22 | 25:22 | 25:18 |       | 95:87   | 1:49 | 1760   | raport |
| 01.06.2007 | 20:00 | Włochy            | 3:2   | Francja   | 25:20 | 25:20 | 22:25 | 15:25 | 17:15 | 104:105 | 2:09 | 6300   | raport |
| 03.06.2007 | 19:00 | Włochy            | 0:3   | Francja   | 20:25 | 23:25 | 26:28 |       |       | 69:78   | 1:27 | 6236   | raport |

| 3. KOLEJKA |
| ---------- |

Miejsce spotkań: Palais des Sports de Gerland, Lyon / Park Arena Komaki, Komaki
| Data       | Godz. | Drużyna 1 | Wynik | Drużyna 2         | 1     | 2     | 3     | 4     | 5     | Razem   | Czas | Widzów | *      |
| ---------- | ----- | --------- | ----- | ----------------- | ----- | ----- | ----- | ----- | ----- | ------- | ---- | ------ | ------ |
| 08.06.2007 | 21:20 | Francja   | 3:1   | Stany Zjednoczone | 25:22 | 19:25 | 38:36 | 25:18 |       | 107:101 | 2:10 | 3422   | raport |
| 09.06.2007 | 20:00 | Francja   | 1:3   | Stany Zjednoczone | 25:22 | 27:29 | 23:25 | 21:25 |       | 96:101  | 2:08 | 3207   | raport |
| 09.06.2007 | 15:00 | Japonia   | 1:3   | Włochy            | 25:17 | 18:25 | 20:25 | 21:25 |       | 84:92   | 1:42 | 4300   | raport |
| 10.06.2007 | 14:00 | Japonia   | 3:2   | Włochy            | 26:24 | 25:22 | 22:25 | 31:33 | 15:13 | 119:117 | 2:18 | 4820   | raport |

| 4. KOLEJKA |
| ---------- |

Miejsce spotkań: Jones Convocation Center, Chicago / Hall Rhénus, Strasburg
| Data       | Godz. | Drużyna 1         | Wynik | Drużyna 2 | 1     | 2     | 3     | 4     | 5     | Razem  | Czas | Widzów | *      |
| ---------- | ----- | ----------------- | ----- | --------- | ----- | ----- | ----- | ----- | ----- | ------ | ---- | ------ | ------ |
| 15.06.2007 | 19:00 | Stany Zjednoczone | 3:1   | Włochy    | 25:21 | 25:21 | 25:27 | 29:27 |       | 104:96 | 1:50 | 3020   | raport |
| 16.06.2007 | 17:00 | Stany Zjednoczone | 3:0   | Włochy    | 25:19 | 30:28 | 25:23 |       |       | 80:70  | 1:27 | 3720   | raport |
| 16.06.2007 | 20:00 | Francja           | 3:0   | Japonia   | 25:19 | 25:22 | 25:20 |       |       | 75:61  | 1:17 | 2682   | raport |
| 17.06.2007 | 20:00 | Francja           | 3:2   | Japonia   | 25:13 | 25:19 | 22:25 | 20:25 | 15:12 | 107:94 | 2:02 | 2245   | raport |

| 5. KOLEJKA |
| ---------- |

Miejsce spotkań: Palais omnisports de Paris-Bercy, Paryż / Kumamoto Prefectural Gymnasium, Kumamoto
| Data       | Godz. | Drużyna 1 | Wynik | Drużyna 2         | 1     | 2     | 3     | 4     | 5     | Razem   | Czas | Widzów | *      |
| ---------- | ----- | --------- | ----- | ----------------- | ----- | ----- | ----- | ----- | ----- | ------- | ---- | ------ | ------ |
| 22.06.2007 | 20:50 | Francja   | 2:3   | Włochy            | 25:23 | 18:25 | 19:25 | 25:23 | 17:19 | 104:115 | 2:11 | 9910   | raport |
| 23.06.2007 | 20:30 | Francja   | 3:1   | Włochy            | 25:23 | 25:20 | 25:27 | 25:14 |       | 100:84  | 1:45 | 9260   | raport |
| 23.06.2007 | 14:00 | Japonia   | 0:3   | Stany Zjednoczone | 17:25 | 23:25 | 15:25 |       |       | 55:75   | 1:19 | 5000   | raport |
| 24.06.2007 | 14:00 | Japonia   | 0:3   | Stany Zjednoczone | 23:25 | 22:25 | 22:25 |       |       | 67:75   | 1:27 | 5000   | raport |

| 6. KOLEJKA |
| ---------- |

Miejsce spotkań: PalaBarbuto, Neapol (29 czerwca), PalaDelMauro, Avellino (1 lipca) / Tokyo Metropolitan Gymnasium, Tokio
| Data       | Godz. | Drużyna 1 | Wynik | Drużyna 2         | 1     | 2     | 3     | 4     | 5     | Razem   | Czas | Widzów | *      |
| ---------- | ----- | --------- | ----- | ----------------- | ----- | ----- | ----- | ----- | ----- | ------- | ---- | ------ | ------ |
| 29.06.2007 | 20:00 | Włochy    | 1:3   | Stany Zjednoczone | 18:25 | 25:23 | 16:25 | 29:31 |       | 88:104  | 2:10 | 4250   | raport |
| 01.07.2007 | 17:00 | Włochy    | 0:3   | Stany Zjednoczone | 26:28 | 21:25 | 13:25 |       |       | 60:78   | 1:23 | 4150   | raport |
| 30.06.2007 | 14:00 | Japonia   | 2:3   | Francja           | 26:24 | 25:19 | 19:25 | 24:26 | 11:15 | 105:109 | 2:08 | 6300   | raport |
| 01.07.2007 | 14:00 | Japonia   | 3:1   | Francja           | 19:25 | 25:20 | 25:19 | 25:20 |       | 94:84   | 1:48 | 7500   | raport |

### Grupa C
Tabela
| Lp. | Drużyna | Pkt | Mecze | Mecze | Mecze | Małe punkty | Małe punkty | Małe punkty | Sety | Sety | Sety  |
| Lp. | Drużyna | Pkt | M     | W     | P     | zdob.       | str.        | ratio       | wyg. | prz. | ratio |
| --- | ------- | --- | ----- | ----- | ----- | ----------- | ----------- | ----------- | ---- | ---- | ----- |
| 1   | Rosja   | 22  | 12    | 10    | 2     | 1022        | 898         | 1.138       | 31   | 10   | 3.100 |
| 2   | Kuba    | 19  | 12    | 7     | 5     | 1047        | 990         | 1.058       | 26   | 19   | 1.368 |
| 3   | Serbia  | 19  | 12    | 7     | 5     | 968         | 977         | 0.991       | 24   | 18   | 1.333 |
| 4   | Egipt   | 12  | 12    | 0     | 12    | 796         | 968         | 0.822       | 2    | 36   | 0.056 |

Źródło: FIVB (ang.)
Zasady ustalania kolejności: 1. liczba zdobytych punktów; 2. wyższy stosunek małych punktów; 3. wyższy stosunek setów.
Punktacja: zwycięstwo – 2 pkt; porażka – 1 pkt
     Awans do turnieju finałowego
Wyniki spotkań
| 1. KOLEJKA |
| ---------- |

Miejsce spotkań: Coliseo de la Ciudad Deportiva, Hawana / Pałac Sportu "Dynamo", Moskwa
| Data       | Godz. | Drużyna 1 | Wynik | Drużyna 2 | 1     | 2     | 3     | 4     | 5 | Razem  | Czas | Widzów | *      |
| ---------- | ----- | --------- | ----- | --------- | ----- | ----- | ----- | ----- | - | ------ | ---- | ------ | ------ |
| 25.05.2007 | 20:40 | Kuba      | 3:1   | Egipt     | 25:17 | 25:20 | 22:25 | 25:21 |   | 97:83  | 1:41 | 3100   | raport |
| 26.05.2007 | 20:40 | Kuba      | 3:0   | Egipt     | 25:18 | 25:22 | 25:19 |       |   | 75:59  | 1:15 | 2700   | raport |
| 26.05.2007 | 18:00 | Rosja     | 3:0   | Serbia    | 29:27 | 25:14 | 25:21 |       |   | 79:62  | 1:25 | 3157   | raport |
| 27.05.2007 | 18:00 | Rosja     | 3:1   | Serbia    | 25:21 | 25:23 | 21:25 | 30:28 |   | 101:97 | 2:01 | 2131   | raport |

| 2. KOLEJKA |
| ---------- |

Miejsce spotkań: Centar Milenijum, Vršac (1 czerwca), SPC "Wojwodina", Nowy Sad (2 czerwca) / Coliseo de la Ciudad Deportiva, Hawana
| Data       | Godz. | Drużyna 1 | Wynik | Drużyna 2 | 1     | 2     | 3     | 4     | 5     | Razem   | Czas | Widzów | *      |
| ---------- | ----- | --------- | ----- | --------- | ----- | ----- | ----- | ----- | ----- | ------- | ---- | ------ | ------ |
| 01.06.2007 | 20:00 | Serbia    | 3:0   | Egipt     | 25:23 | 25:19 | 32:30 |       |       | 82:72   | 1:23 | 2180   | raport |
| 02.06.2007 | 20:00 | Serbia    | 3:0   | Egipt     | 28:26 | 25:20 | 25:22 |       |       | 78:68   | 1:21 | 1200   | raport |
| 01.06.2007 | 20:40 | Kuba      | 2:3   | Rosja     | 26:24 | 23:25 | 15:25 | 25:20 | 13:15 | 102:109 | 2:09 | 7790   | raport |
| 02.06.2007 | 20:40 | Kuba      | 3:1   | Rosja     | 27:25 | 25:19 | 21:25 | 30:28 |       | 103:97  | 2:03 | 11200  | raport |

| 3. KOLEJKA |
| ---------- |

Miejsce spotkań: Kompleks hal sportowych przy Stadionie Międzynarodowym, Kair / Coliseo de la Ciudad Deportiva, Hawana
| Data       | Godz. | Drużyna 1 | Wynik | Drużyna 2 | 1     | 2     | 3     | 4     | 5     | Razem   | Czas | Widzów | *      |
| ---------- | ----- | --------- | ----- | --------- | ----- | ----- | ----- | ----- | ----- | ------- | ---- | ------ | ------ |
| 08.06.2007 | 20:00 | Egipt     | 0:3   | Rosja     | 15:25 | 34:36 | 19:25 |       |       | 68:86   | 1:40 | 9870   | raport |
| 10.06.2007 | 20:00 | Egipt     | 0:3   | Rosja     | 19:25 | 22:25 | 22:25 |       |       | 63:75   | 1:31 | 11230  | raport |
| 08.06.2007 | 20:40 | Kuba      | 3:2   | Serbia    | 25:19 | 22:25 | 28:30 | 25:17 | 15:12 | 115:103 | 2:05 | 15000  | raport |
| 09.06.2007 | 20:40 | Kuba      | 1:3   | Serbia    | 23:25 | 23:25 | 32:30 | 21:25 |       | 99:105  | 2:21 | 15000  | raport |

| 4. KOLEJKA |
| ---------- |

Miejsce spotkań: Hala koszykarska, Kazań / Hala Pionir, Belgrad (16 czerwca), SPC "Wojwodina", Nowy Sad (17 czerwca)
| Data       | Godz. | Drużyna 1 | Wynik | Drużyna 2 | 1     | 2     | 3     | 4     | 5    | Razem   | Czas | Widzów | *      |
| ---------- | ----- | --------- | ----- | --------- | ----- | ----- | ----- | ----- | ---- | ------- | ---- | ------ | ------ |
| 16.06.2007 | 18:00 | Rosja     | 3:0   | Egipt     | 25:19 | 25:8  | 25:15 |       |      | 75:42   | 1:06 | 2150   | raport |
| 17.06.2007 | 18:00 | Rosja     | 3:1   | Egipt     | 24:26 | 26:24 | 25:17 | 25:22 |      | 100:89  | 1:43 | 1710   | raport |
| 16.06.2007 | 20:00 | Serbia    | 3:2   | Kuba      | 15:25 | 18:25 | 25:19 | 27:25 | 15:6 | 100:100 | 1:53 | 8000   | raport |
| 17.06.2007 | 20:00 | Serbia    | 0:3   | Kuba      | 18:25 | 16:25 | 16:25 |       |      | 50:75   | 1:15 | 5550   | raport |

| 5. KOLEJKA |
| ---------- |

Miejsce spotkań: Kompleks hal sportowych przy Stadionie Międzynarodowym, Kair / Hala koszykarska, Kazań
| Data       | Godz. | Drużyna 1 | Wynik | Drużyna 2 | 1     | 2     | 3     | 4 | 5 | Razem | Czas | Widzów | *      |
| ---------- | ----- | --------- | ----- | --------- | ----- | ----- | ----- | - | - | ----- | ---- | ------ | ------ |
| 22.06.2007 | 20:00 | Egipt     | 0:3   | Serbia    | 22:25 | 22:25 | 18:25 |   |   | 62:75 | 1:32 | 10100  | raport |
| 24.06.2007 | 20:00 | Egipt     | 0:3   | Serbia    | 23:25 | 20:25 | 23:25 |   |   | 66:75 | 1:32 | 7615   | raport |
| 23.06.2007 | 18:00 | Rosja     | 3:0   | Kuba      | 26:24 | 30:28 | 25:15 |   |   | 81:67 | 1:25 | 5070   | raport |
| 24.06.2007 | 18:00 | Rosja     | 3:0   | Kuba      | 25:16 | 25:21 | 29:27 |   |   | 79:64 | 1:17 | 5040   | raport |

| 6. KOLEJKA |
| ---------- |

Miejsce spotkań: Kompleks hal sportowych przy Stadionie Międzynarodowym, Kair / Centar Milenijum, Vršac (29 czerwca), Hala Pionir, Belgrad (1 lipca)
| Data       | Godz. | Drużyna 1 | Wynik | Drużyna 2 | 1     | 2     | 3     | 4 | 5 | Razem | Czas | Widzów | *      |
| ---------- | ----- | --------- | ----- | --------- | ----- | ----- | ----- | - | - | ----- | ---- | ------ | ------ |
| 29.06.2007 | 20:00 | Egipt     | 0:3   | Kuba      | 22:25 | 20:25 | 20:25 |   |   | 62:75 | 1:28 | 3650   | raport |
| 01.07.2007 | 20:00 | Egipt     | 0:3   | Kuba      | 23:25 | 17:25 | 22:25 |   |   | 62:75 | 1:23 | 3710   | raport |
| 29.06.2007 | 20:00 | Serbia    | 0:3   | Rosja     | 31:33 | 23:25 | 12:25 |   |   | 66:83 | 1:26 | 3650   | raport |
| 01.07.2007 | 20:00 | Serbia    | 3:0   | Rosja     | 25:22 | 25:16 | 25:19 |   |   | 75:57 | 1:10 | 5897   | raport |

### Grupa D
Tabela
| Lp. | Drużyna   | Pkt | Mecze | Mecze | Mecze | Małe punkty | Małe punkty | Małe punkty | Sety | Sety | Sety  |
| Lp. | Drużyna   | Pkt | M     | W     | P     | zdob.       | str.        | ratio       | wyg. | prz. | ratio |
| --- | --------- | --- | ----- | ----- | ----- | ----------- | ----------- | ----------- | ---- | ---- | ----- |
| 1   | Polska    | 24  | 12    | 12    | 0     | 1133        | 995         | 1.139       | 36   | 11   | 3.273 |
| 2   | Bułgaria  | 20  | 12    | 8     | 4     | 1013        | 929         | 1.090       | 28   | 15   | 1.867 |
| 3   | Chiny     | 16  | 12    | 4     | 8     | 1007        | 1076        | 0.936       | 18   | 29   | 0.621 |
| 4   | Argentyna | 12  | 12    | 0     | 12    | 913         | 1066        | 0.856       | 9    | 36   | 0.250 |

Źródło: FIVB (ang.)
Zasady ustalania kolejności: 1. liczba zdobytych punktów; 2. wyższy stosunek małych punktów; 3. wyższy stosunek setów.
Punktacja: zwycięstwo – 2 pkt; porażka – 1 pkt
     Awans do turnieju finałowego
     Gospodarz turnieju finałowego
Wyniki spotkań
| 1. KOLEJKA |
| ---------- |

Miejsce spotkań: Hala Sportowa MOSiR, Łódź / Pałac Kultury i Sportu, Warna
| Data       | Godz. | Drużyna 1 | Wynik | Drużyna 2 | 1     | 2     | 3     | 4     | 5     | Razem   | Czas | Widzów | *      |
| ---------- | ----- | --------- | ----- | --------- | ----- | ----- | ----- | ----- | ----- | ------- | ---- | ------ | ------ |
| 25.05.2007 | 20:00 | Polska    | 3:0   | Chiny     | 25:20 | 25:16 | 25:21 |       |       | 75:57   | 1:23 | 9500   | raport |
| 26.05.2007 | 16:00 | Polska    | 3:2   | Chiny     | 24:26 | 25:20 | 23:25 | 25:16 | 15:13 | 112:100 | 2:28 | 9700   | raport |
| 26.05.2007 | 17:30 | Bułgaria  | 3:0   | Argentyna | 25:22 | 25:21 | 25:19 |       |       | 75:62   | 1:10 | 6000   | raport |
| 27.05.2007 | 17:30 | Bułgaria  | 3:0   | Argentyna | 25:14 | 25:19 | 25:23 |       |       | 75:56   | 1:18 | 4550   | raport |

| 2. KOLEJKA |
| ---------- |

Miejsce spotkań: Hala Arena, Poznań (1 czerwca), Łuczniczka, Bydgoszcz (3 czerwca) / Pałac Kultury i Sportu, Warna
| Data       | Godz. | Drużyna 1 | Wynik | Drużyna 2 | 1     | 2     | 3     | 4     | 5 | Razem  | Czas | Widzów | *      |
| ---------- | ----- | --------- | ----- | --------- | ----- | ----- | ----- | ----- | - | ------ | ---- | ------ | ------ |
| 01.06.2007 | 20:00 | Polska    | 3:1   | Argentyna | 23:25 | 27:25 | 25:17 | 25:23 |   | 100:90 | 2:05 | 5100   | raport |
| 03.06.2007 | 20:00 | Polska    | 3:0   | Argentyna | 25:16 | 25:22 | 25:18 |       |   | 75:56  | 1:28 | 8000   | raport |
| 01.06.2007 | 17:30 | Bułgaria  | 3:1   | Chiny     | 25:16 | 19:25 | 25:22 | 25:17 |   | 94:80  | 1:35 | 4830   | raport |
| 03.06.2007 | 17:30 | Bułgaria  | 3:0   | Chiny     | 25:18 | 25:16 | 25:21 |       |   | 75:55  | 1:12 | 6150   | raport |

| 3. KOLEJKA |
| ---------- |

Miejsce spotkań: Estadio Aldo Cantoni, San Juan / Sichuan Gymnasium, Chengdu
| Data       | Godz. | Drużyna 1 | Wynik | Drużyna 2 | 1     | 2     | 3     | 4     | 5     | Razem   | Czas | Widzów | *      |
| ---------- | ----- | --------- | ----- | --------- | ----- | ----- | ----- | ----- | ----- | ------- | ---- | ------ | ------ |
| 09.06.2007 | 18:00 | Argentyna | 2:3   | Bułgaria  | 25:20 | 21:25 | 25:21 | 18:25 | 13:15 | 102:106 | 2:08 | 4510   | raport |
| 10.06.2007 | 18:00 | Argentyna | 0:3   | Bułgaria  | 19:25 | 18:25 | 13:25 |       |       | 50:75   | 1:10 | 5730   | raport |
| 09.06.2007 | 20:00 | Chiny     | 1:3   | Polska    | 28:26 | 14:25 | 18:25 | 17:25 |       | 77:101  | 1:55 | 4575   | raport |
| 10.06.2007 | 15:00 | Chiny     | 2:3   | Polska    | 25:20 | 25:19 | 20:25 | 29:31 | 14:16 | 113:111 | 2:10 | 3810   | raport |

| 4. KOLEJKA |
| ---------- |

Miejsce spotkań: Polideportivo Fray Mamerto Esquiu, Catamarca / Sichuan Gymnasium, Chengdu
| Data       | Godz. | Drużyna 1 | Wynik | Drużyna 2 | 1     | 2     | 3     | 4     | 5 | Razem | Czas | Widzów | *      |
| ---------- | ----- | --------- | ----- | --------- | ----- | ----- | ----- | ----- | - | ----- | ---- | ------ | ------ |
| 16.06.2007 | 18:00 | Argentyna | 1:3   | Polska    | 29:31 | 12:25 | 25:17 | 18:25 |   | 84:98 | 1:48 | 4790   | raport |
| 17.06.2007 | 18:00 | Argentyna | 0:3   | Polska    | 21:25 | 23:25 | 17:25 |       |   | 61:75 | 1:20 | 4765   | raport |
| 16.06.2007 | 20:00 | Chiny     | 0:3   | Bułgaria  | 23:25 | 24:26 | 18:25 |       |   | 65:76 | 1:23 | 4610   | raport |
| 17.06.2007 | 15:00 | Chiny     | 0:3   | Bułgaria  | 22:25 | 24:26 | 27:29 |       |   | 73:80 | 1:29 | 4509   | raport |

| 5. KOLEJKA |
| ---------- |

Miejsce spotkań: Pałac Kultury i Sportu, Warna / Sichuan Gymnasium, Chengdu
| Data       | Godz. | Drużyna 1 | Wynik | Drużyna 2 | 1     | 2     | 3     | 4     | 5     | Razem   | Czas | Widzów | *      |
| ---------- | ----- | --------- | ----- | --------- | ----- | ----- | ----- | ----- | ----- | ------- | ---- | ------ | ------ |
| 23.06.2007 | 17:30 | Bułgaria  | 1:3   | Polska    | 25:21 | 19:25 | 23:25 | 23:25 |       | 90:96   | 1:51 | 6350   | raport |
| 24.06.2007 | 17:30 | Bułgaria  | 1:3   | Polska    | 23:25 | 22:25 | 25:20 | 20:25 |       | 90:95   | 1:55 | 5990   | raport |
| 23.06.2007 | 20:00 | Chiny     | 3:0   | Argentyna | 25:17 | 25:17 | 25:21 |       |       | 75:55   | 1:02 | 5045   | raport |
| 24.06.2007 | 15:00 | Chiny     | 3:2   | Argentyna | 22:25 | 25:22 | 25:19 | 23:25 | 15:11 | 110:102 | 1:59 | 5012   | raport |

| 6. KOLEJKA |
| ---------- |

Miejsce spotkań: Spodek, Katowice / Estadio Cubierto Claudio Newell, Rosario
| Data       | Godz. | Drużyna 1 | Wynik | Drużyna 2 | 1     | 2     | 3     | 4     | 5     | Razem  | Czas | Widzów | *      |
| ---------- | ----- | --------- | ----- | --------- | ----- | ----- | ----- | ----- | ----- | ------ | ---- | ------ | ------ |
| 29.06.2007 | 20:00 | Polska    | 3:1   | Bułgaria  | 22:25 | 25:23 | 25:22 | 25:16 |       | 97:86  | 2:04 | 11000  | raport |
| 30.06.2007 | 20:00 | Polska    | 3:1   | Bułgaria  | 23:25 | 25:20 | 25:23 | 25:23 |       | 98:91  | 2:07 | 12000  | raport |
| 29.06.2007 | 21:00 | Argentyna | 2:3   | Chiny     | 20:25 | 25:16 | 25:23 | 15:25 | 13:15 | 98:104 | 2:01 | 3500   | raport |
| 30.06.2007 | 18:00 | Argentyna | 1:3   | Chiny     | 25:18 | 21:25 | 26:28 | 25:27 |       | 97:98  | 1:49 | 2100   | raport |

## Turniej finałowy
Miejsce turnieju:  Polska – Spodek, Katowice

Wszystkie godziny według strefy czasowej UTC+02:00.

### Rozgrywki grupowe

#### Grupa E
Tabela
| Lp. | Drużyna           | Pkt | Mecze | Mecze | Mecze | Małe punkty | Małe punkty | Małe punkty | Sety | Sety | Sety  |
| Lp. | Drużyna           | Pkt | M     | W     | P     | zdob.       | str.        | ratio       | wyg. | prz. | ratio |
| --- | ----------------- | --- | ----- | ----- | ----- | ----------- | ----------- | ----------- | ---- | ---- | ----- |
| 1   | Polska            | 4   | 2     | 2     | 0     | 204         | 197         | 1.036       | 6    | 2    | 3.000 |
| 2   | Stany Zjednoczone | 3   | 2     | 1     | 1     | 157         | 153         | 1.026       | 3    | 3    | 1.000 |
| 3   | Francja           | 2   | 2     | 0     | 2     | 185         | 196         | 0.944       | 2    | 6    | 0.333 |

Źródło: FIVB (ang.)
Zasady ustalania kolejności: 1. liczba zdobytych punktów; 2. wyższy stosunek małych punktów; 3. wyższy stosunek setów.
Punktacja: zwycięstwo – 2 pkt; porażka – 1 pkt
     Awans do półfinału
Wyniki spotkań
| Data       | Godz. | Drużyna 1 | Wynik | Drużyna 2         | 1     | 2     | 3     | 4     | 5     | Razem   | Czas | Widzów | *      |
| ---------- | ----- | --------- | ----- | ----------------- | ----- | ----- | ----- | ----- | ----- | ------- | ---- | ------ | ------ |
| 11.07.2007 | 20:00 | Polska    | 3:2   | Francja           | 38:36 | 19:25 | 21:25 | 25:21 | 15:11 | 118:118 | 2:27 | 10120  | raport |
| 12.07.2007 | 20:00 | Francja   | 0:3   | Stany Zjednoczone | 21:25 | 20:25 | 26:28 |       |       | 67:78   | 1:29 | 7000   | raport |
| 13.07.2007 | 20:00 | Polska    | 3:0   | Stany Zjednoczone | 25:22 | 36:34 | 25:23 |       |       | 86:79   | 1:51 | 10120  | raport |

#### Grupa F
Tabela
| Lp. | Drużyna  | Pkt | Mecze | Mecze | Mecze | Małe punkty | Małe punkty | Małe punkty | Sety | Sety | Sety  |
| Lp. | Drużyna  | Pkt | M     | W     | P     | zdob.       | str.        | ratio       | wyg. | prz. | ratio |
| --- | -------- | --- | ----- | ----- | ----- | ----------- | ----------- | ----------- | ---- | ---- | ----- |
| 1   | Rosja    | 3   | 2     | 1     | 1     | 167         | 163         | 1.025       | 4    | 3    | 1.333 |
| 2   | Brazylia | 3   | 2     | 1     | 1     | 203         | 199         | 1.020       | 5    | 4    | 1.250 |
| 3   | Bułgaria | 3   | 2     | 1     | 1     | 172         | 180         | 0.956       | 3    | 5    | 0.600 |

Źródło: FIVB (ang.)
Zasady ustalania kolejności: 1. liczba zdobytych punktów; 2. wyższy stosunek małych punktów; 3. wyższy stosunek setów.
Punktacja: zwycięstwo – 2 pkt; porażka – 1 pkt
     Awans do półfinału
Wyniki spotkań
| Data       | Godz. | Drużyna 1 | Wynik | Drużyna 2 | 1     | 2     | 3     | 4     | 5     | Razem   | Czas | Widzów | *      |
| ---------- | ----- | --------- | ----- | --------- | ----- | ----- | ----- | ----- | ----- | ------- | ---- | ------ | ------ |
| 11.07.2007 | 17:00 | Brazylia  | 2:3   | Bułgaria  | 25:21 | 20:25 | 25:21 | 23:25 | 12:15 | 105:107 | 2:11 | 9803   | raport |
| 12.07.2007 | 17:00 | Bułgaria  | 0:3   | Rosja     | 23:25 | 21:25 | 21:25 |       |       | 65:75   | 1:21 | 7100   | raport |
| 13.07.2007 | 17:00 | Rosja     | 1:3   | Brazylia  | 25:22 | 23:25 | 20:25 | 24:26 |       | 92:98   | 1:52 | 9900   | raport |

### Półfinały
| Data       | Godz. | Drużyna 1 | Wynik | Drużyna 2         | 1     | 2     | 3     | 4     | 5 | Razem | Czas | Widzów | *      |
| ---------- | ----- | --------- | ----- | ----------------- | ----- | ----- | ----- | ----- | - | ----- | ---- | ------ | ------ |
| 14.07.2007 | 17:00 | Rosja     | 3:1   | Stany Zjednoczone | 25:22 | 17:25 | 25:13 | 25:21 |   | 92:81 | 1:46 | 10000  | raport |
| 14.07.2007 | 20:00 | Polska    | 1:3   | Brazylia          | 23:25 | 25:23 | 21:25 | 23:25 |   | 92:98 | 2:01 | 10120  | raport |

### Mecz o 3. miejsce
| Data       | Godz. | Drużyna 1 | Wynik | Drużyna 2         | 1     | 2     | 3     | 4     | 5 | Razem | Czas | Widzów | *      |
| ---------- | ----- | --------- | ----- | ----------------- | ----- | ----- | ----- | ----- | - | ----- | ---- | ------ | ------ |
| 15.07.2007 | 17:00 | Polska    | 1:3   | Stany Zjednoczone | 19:25 | 21:25 | 25:22 | 19:25 |   | 84:97 | 2:02 | 10120  | raport |

### Finał
| Data       | Godz. | Drużyna 1 | Wynik | Drużyna 2 | 1     | 2     | 3     | 4     | 5 | Razem | Czas | Widzów | *      |
| ---------- | ----- | --------- | ----- | --------- | ----- | ----- | ----- | ----- | - | ----- | ---- | ------ | ------ |
| 15.07.2007 | 20:00 | Rosja     | 1:3   | Brazylia  | 25:18 | 23:25 | 26:28 | 22:25 |   | 96:96 | 2:04 | 10120  | raport |

## Klasyfikacja końcowa
| Miejsce | Reprezentacja     |
| ------- | ----------------- |
| złoto   | Brazylia          |
| srebro  | Rosja             |
| brąz    | Stany Zjednoczone |
| 4       | Polska            |
| 5       | Bułgaria          |
| 6       | Francja           |
| 7       | Kuba              |
| 7       | Finlandia         |
| 9       | Chiny             |
| 9       | Włochy            |
| 9       | Serbia            |
| 9       | Korea Południowa  |
| 13      | Argentyna         |
| 13      | Kanada            |
| 13      | Egipt             |
| 13      | Japonia           |

### Nagrody indywidualne
| Najlepszy atakujący | Najlepszy blokujący | Najlepszy serwujący | Najlepszy libero  | Najlepszy rozgrywający | Najlepszy punktujący | Najlepszy gracz (MVP) |
| ------------------- | ------------------- | ------------------- | ----------------- | ---------------------- | -------------------- | --------------------- |
| Jurij Bierieżko     | Gustavo Endres      | Siemion Połtawski   | Richard Lambourne | Paweł Zagumny          | Siemion Połtawski    | Ricardo Garcia        |